# Impetus
 (octobre 2016).
L’impetus est une doctrine élaborée dans l'École néoplatonicienne d'Alexandrie, reprise au Moyen Âge par des savants arabes puis latins, pour améliorer la physique d'Aristote et expliquer le mouvement des corps physiques.

## Le jet de pierre, d'après Aristote
Selon Aristote, il existe deux types de mouvements, le mouvement naturel ramenant les objets vers leurs lieux d'origine, et le mouvement violent, impulsé par un objet à un autre. Ainsi, la pierre tombe car elle revient naturellement à son lieu d'origine, la Terre, alors que le feu s'élève car son lieu d'origine est l'air. D'autre part, tout objet pour être déplacé doit être mû par une action, l'arrêt de l'action entraînant l'arrêt de l'objet. Se pose alors la question d'expliquer pourquoi une pierre lancée en l'air continue son mouvement avant de retomber. Aristote explique cela par le fait que la pierre qui se déplace laisse un vide (ou plutôt une raréfaction de l'air) derrière elle, qui se remplit immédiatement d'air, celui-ci poussant alors la pierre en avant (théorie appelée l'antiperistasis).

## L'impetus, au moyen âge

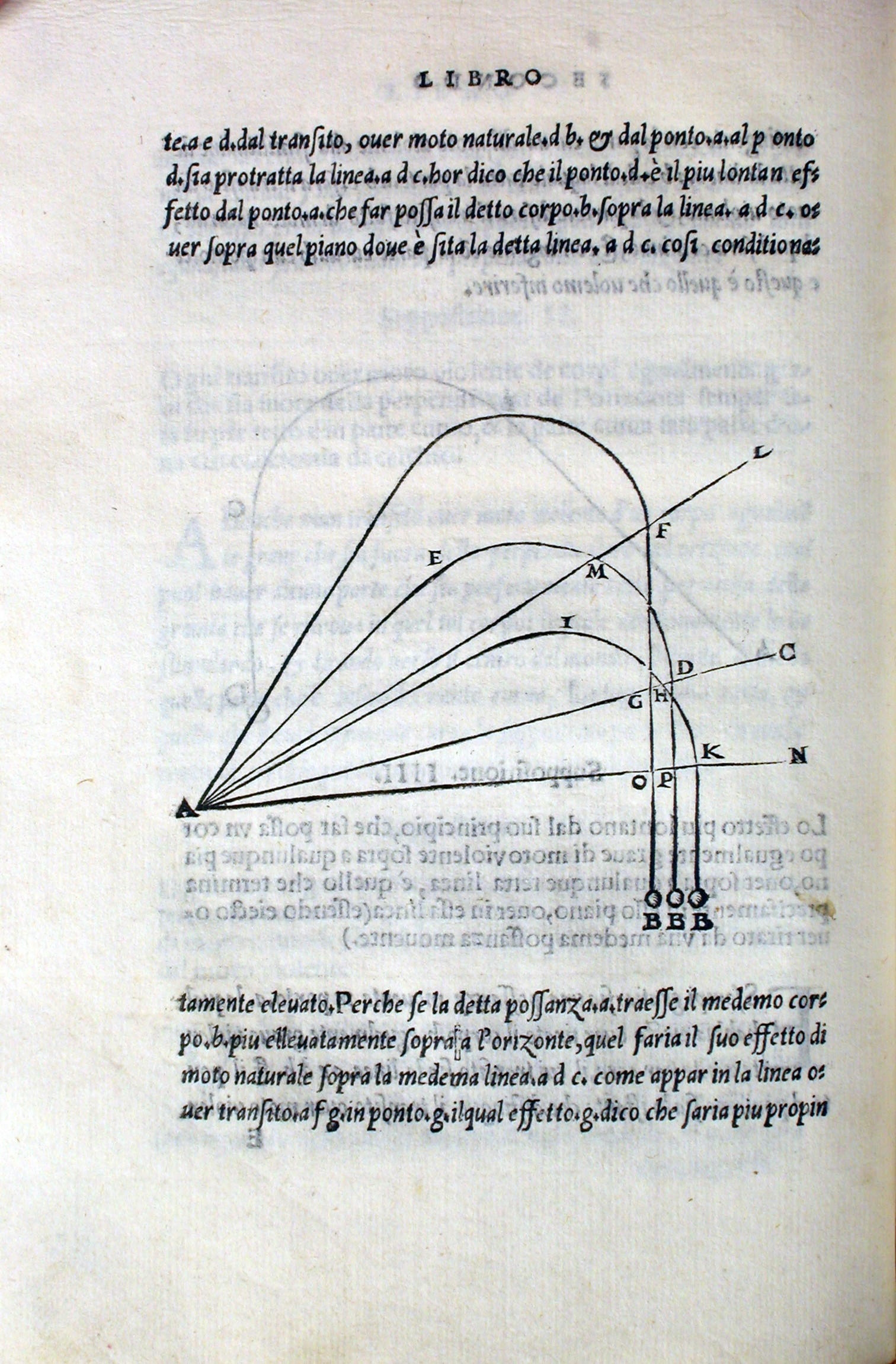
Courbes balistiques de Tartaglia illustrant une édition de 1606

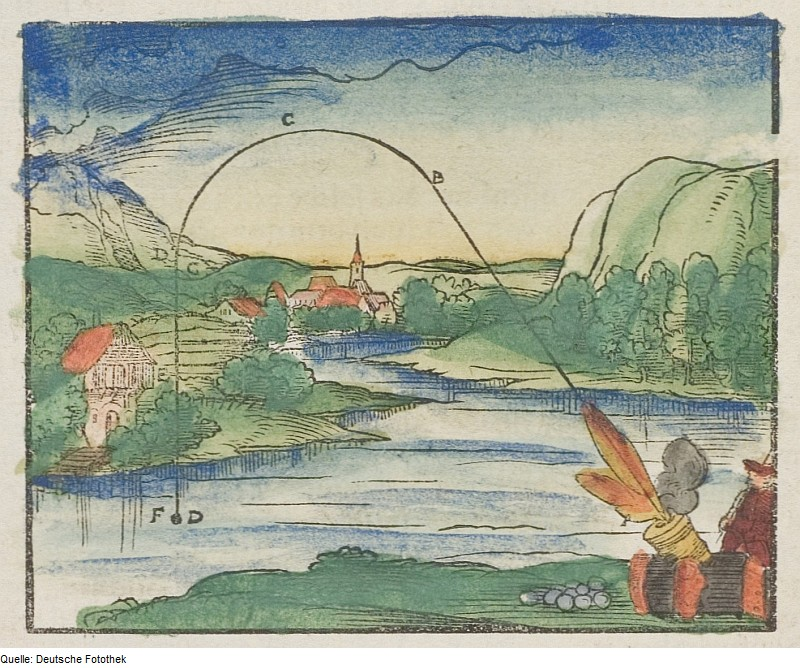
Balistique. Walther Hermann Ryff. 1547. Hypothèse de trajectoire des boulets de canon alors en usage.

L'explication d'Aristote sera contestée à Alexandrie puis au Moyen Âge et donnera lieu à une autre explication, celle de l'impetus. Selon cette théorie, l'action initiale effectuée sur la pierre lui communique un impetus, et c'est cet impetus qui entretient le mouvement. L'impetus perd peu à peu de sa force à cause de la pénétration de la pierre dans le milieu aérien, et une fois cet impetus épuisé, la pierre prend son mouvement naturel et tombe. Parmi les savants ayant développé cette théorie de l’impetus, on peut citer en premier lieu Jean Philopon (philosophe de l'École néoplatonicienne d'Alexandrie) dans son Commentaire sur la Physique d’Aristote de 517 puis dans La Création du Monde, puis Avicenne, Avempace, Al-Tusi, Buridan, Oresme, Nicolas de Cues et elle est encore perceptible chez Tartaglia et Jean-Baptiste Benedetti.

## L'impetusde Jean Buridan
Aux XIIe siècle et XIIIe siècle, la théorie de l’impetus se trouve quelquefois dans les écrits des savants latins, mais elle a quelques partisans au XIIIe siècle. Au XIVe siècle, la théorie de l’impetus est généralement acceptée et, vers 1320, est enseignée à l'Université de Paris. Peu après, Jean Buridan la développe si largement qu'il doit être considéré comme son principal promoteur. « La formulation de la théorie de Buridan peut être mieux illustrée par une citation de ses Quaestiones sur la Physique d'Aristote : quand un déménageur met un corps en mouvement, il y implante un certain impetus. C'est une certaine force qui permet au corps de se déplacer dans la direction dans laquelle le déménageur démarre ce mouvement, qu'il soit vers le haut, vers le bas, vers le côté ou en cercle. L’impetus implanté augmente dans le même rapport que la vitesse. C'est à cause de cet impetus qu'une pierre se déplace après que le lanceur a cessé de la déplacer. Mais en raison de la résistance de l'air (et aussi de la gravité de la pierre) qui s'efforce de la déplacer dans le sens inverse du mouvement causé par l’impetus, celui-ci faiblira tout le temps. Par conséquent, le mouvement de la pierre est progressivement plus lent et, finalement, l'impetus est tellement diminuée ou détruite que la gravité de la pierre prévaut et déplace la pierre vers son lieu naturel ». À mon avis, dit-il, « on peut accepter cette explication parce que les autres explications se révèlent fausses alors que tous les phénomènes sont d'accord avec celle-ci. L'impulsion implantée, on notera, est causée par la vitesse et supposée proportionnelle à celle-ci. Ailleurs, Buridan l'a considérée comme proportionnelle au poids du corps ».

## Commentaires par Olaf Pedersen
Au XXe siècle, l'astronome et historien des sciences Olaf Pedersen considère que dans les unités correctement choisies l'impetus pourrait s'écrire selon la formule: {\displaystyle {\text{impetus}}={\text{poids}}\times {\text{vitesse}}}, par laquelle Buridan donnerait un sens précis à l'impetus, un concept qui était auparavant assez vague. « Du point de vue formel, ce nouveau concept en dynamique est égal à la quantité de mouvement de la physique classique, mais en réalité, les deux sont très différents parce qu'ils jouent différentes parties dans leurs théories dynamiques respectives. Le point important est que dans le sens médiéval du mot, impetus est une force, avec le même statut physique que la gravité (ou la légèreté), le magnétisme, etc. Néanmoins, la théorie pourrait bien avoir préparé la voie à la notion d'inertie qui le remplacera définitivement au XVIIe siècle. La citation de Buridan implique qu'en l'absence de toute résistance, l'impulsion porterait le projectile à vitesse constante le long d'une ligne droite jusqu'à l'infini, qui est le type de mouvement décrit par la loi de l'inertie. »
D'après cet astronome, même si l’impetus est une force au sens aristotélicien (une cause de mouvement), il pourrait bien avoir amené les philosophes à considérer le type de mouvement décrit par la première loi de Newton. L'application par Buridan de la théorie de l’impetus au mouvement des projectiles l'a conduit à une courbe balistique différente de celle donnée par la théorie aristotélicienne. « Buridan a utilisé la théorie de l’impetus de manière plutôt étrange pour expliquer le mouvement accéléré de la chute libre. Initialement, il soutient que la gravité seule agit sur le corps qui acquiert une petite vitesse. Mais cette vitesse implique un petit élan qui, avec la gravité, augmente la vitesse, ce qui augmente la gravité, et ainsi de suite. Cette étrange théorie fut plus tard adoptée par Nicole Oresme. Buridan a également traité de phénomènes tels que le rebondissement d'une balle sur un mur, une corde qui vibre et le mouvement des pendules. Que la théorie de l'impetus ne peut pas être considérée comme un précurseur direct du concept d'inertie est très claire du fait que Buridan l'applique aussi au mouvement circulaire. L'impetus d'un corps a été considérée comme une force tendant à maintenir le mouvement initial, direct ou circulaire, une idée qui a survécu en physique pendant au moins trois siècles, et même a été utilisé par Galilée. »

Les trois étapes de limpetus selon Albert de Saxe

La théorie de l’impetus donna lieu à des discussions passionnées, et d'un intérêt pratique incontestable au moment où se développe l'artillerie. Quelle est la forme précise de la trajectoire ? Ce problème a été étudié de manière plus approfondie par un autre savant parisien, Albert de Saxe (1316-1390), qui a distingué trois étapes différentes dans le mouvement des projectiles. Tout d'abord, une étape initiale dans laquelle l'impetus est dominant, et la gravité est considérée comme négligeable, le résultat est un mouvement en ligne droite. Albert de Saxe définit une étape intermédiaire dans laquelle la gravité se rétablit, et le chemin commence à s'écarter de la ligne droite ; cette partie du chemin est souvent conçue comme faisant partie d'un cercle. Troisièmement, il postule une étape finale où l'impetus est complètement dépensée, et la gravité seule entraîne le projectile vers le bas le long d'une ligne verticale. 
Par ailleurs, on considère que le mouvement naturel fait acquérir à nouveau de l’impetus à la pierre. Dans un premier temps, on considère que l’impetus naturel combat l’impetus violent initial, avant de considérer que le second impetus se substitue peu à peu au premier. Cette dernière conception encore primitive de la mécanique, est néanmoins très importante, car elle conduit à une unification de la conception des mouvements, et à ne plus effectuer de distinction entre mouvement naturel et mouvement violent. Cela permettra d'ouvrir la voie à des conceptions modernes de la mécanique, avec Galilée, puis Newton.